# San Cristóbal y Nieves en los Juegos Olímpicos de Londres 2012
San Cristóbal y Nieves estuvieron representados en los Juegos Olímpicos de Londres 2012 por cuatro deportistas masculinos que compitieron en atletismo.
El portador de la bandera en la ceremonia de apertura fue el atleta Kim Collins. El equipo olímpico sancristobaleño no obtuvo ninguna medalla en estos Juegos.